# Filippo Comerio

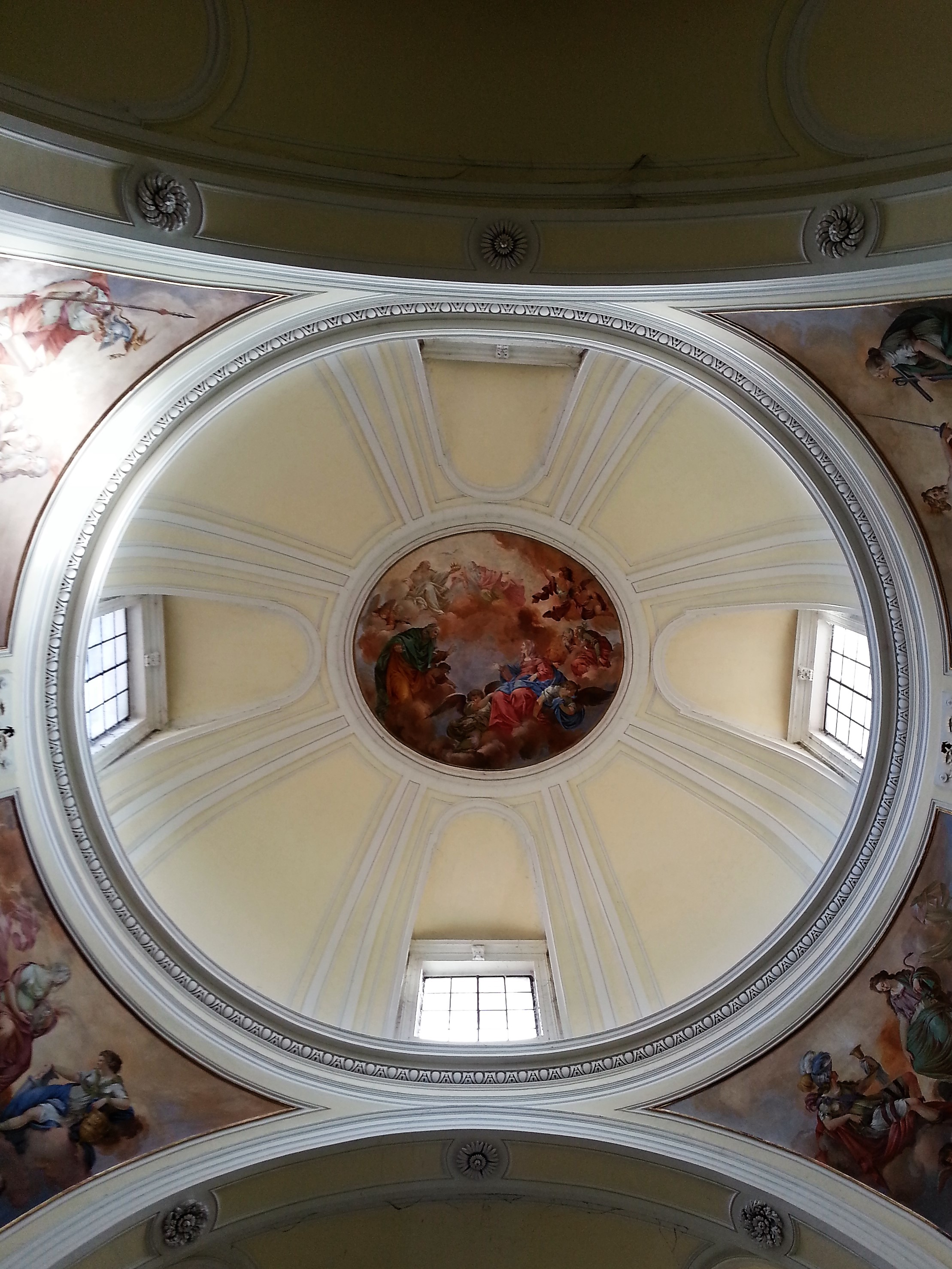
Igreja de Sant'Anna (Albino), afrescos pintados por Filippo Comério.

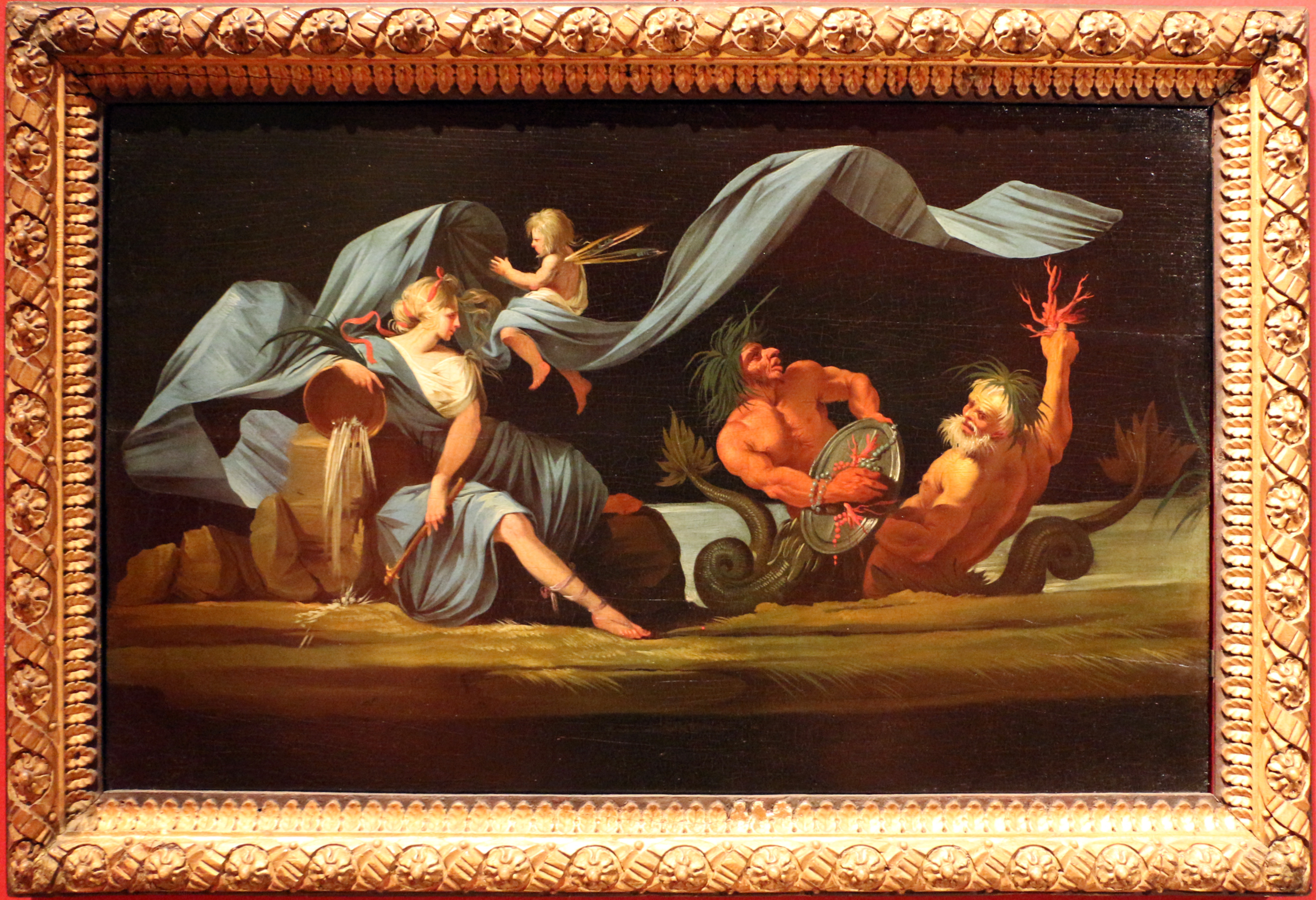
A Alegoria da Água, Filippo Comério, 1780.

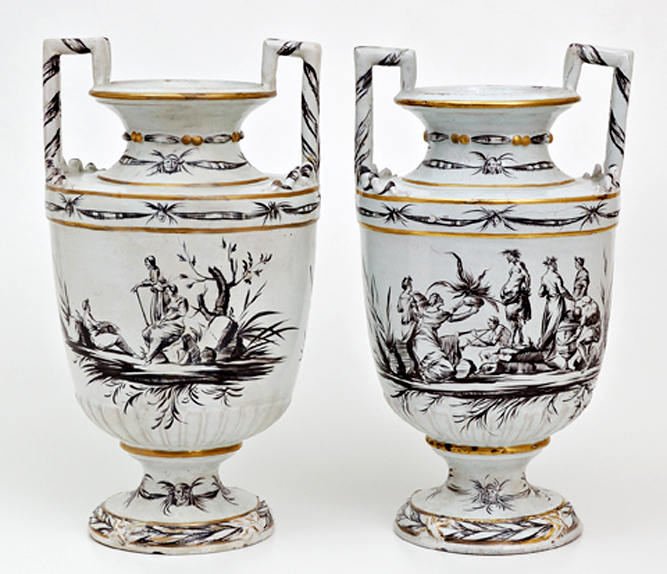
Par de vasos de porcelana decorados com tema mitológico. Filippo Comerio, 1777-1781.

Filippo Comerio (Locate, 1 de maio de 1747 – Milão, 2 de setembro de 1827) foi um pintor italiano.

## Biografia
Filippo Comerio era filho do pintor Agostino Comerio e de Maria Antonia Castiglioni. O início da sua formação artística ocorreu em Bolonha, na Academia Clementina, onde foi aluno de Vittorio Bigari e Gandolfi. Depois se mudou para Roma em 1773, especializando-se na arte neoclássica. Em Roma também estudou os materiais históricos encontrados durante as escavações realizadas na Cidade Eterna. Posteriormente se juntou ao círculo de atividades do pintor suíço Johann Heinrich Füssli.
Em 1774, Filipo tentou criar um negócio de publicação com gravuras. Estas retratavam os afrescos de Pietro de Cortona existentes na Villa Chigi, localizada no município romano Castel Fusano. Contudo, a sua tentativa de negócio não foi bem sucedida. Os desenhos realizados, no entanto, estão hoje preservados dentro do arquivo público da própria Vila Chigi.
Com a intenção de retornar à Lombardia, em 1777 Filippo saiu de Roma e foi para Faença, onde arrumou uma comissão para a construção de duas grandes pinturas na igreja local do Hospital Fatebenefratelli. Ele permaneceu em Faença por cinco anos, tendo realizado alguns trabalhos na catedral local. Também em Faenza, Comério conheceu e se casou com Lauretana Benini, filha de Paolo Benini, diretor da famosa fábrica de cerâmicas do Conde Ferniani. Graças a esta relação valiosa, Filippo também se dedicou a decoração de cerâmicas ao lado do sogro. Depois de algum tempo, passou a trabalhar por conta própria, produzindo decoração de azulejos. Com o seu empenho e técnicas próprias, acabou criando um tom de verde que ficou conhecido pelos seus funcionários como o "Verde Comerio".

## Localização de algumas de suas obras
- Tentazioni di Sant'Antonio Abate, 1779, Museo diocesano d'arte sacra, Faenza
- Dipinti nella chiesa parrocchiale di Santa Maria Nascente di Fenegrò (CO)
- Elia che sale al cielo su un carro di fuoco lascia al discepolo Eliseo il suo mantello e la volta del presbiterio chiesa di sant'Anna Albino, 1788-1790.
- Trionfo dell'Eucaristia, Chiesa di San Giovanni Battista Predore (BG)
- Storie e Allegorie sacre della Chiesa di Sant'Anna, Albino (BG)
- L'eterno e san Michele, Chiesa di San Michele di Arcene Bergamo
- La Vergine con i Santi Martino e Margherita, Chiesa Parrocchiale di Torre Boldone (BG)
- Decorazioni di Palazzo Medolago Albani (BG)
- Decorazioni murali di Casa Mandelli (BG)
- Decorazioni ad affresco di Villa Capitanio (BG)
- Diocesi di Bergamo